# Biod

biod — демон NFS, запускающий демоны асинхронного ввода-вывода .

## Описание
Команда biod, поданная клиентом NFS, запускает определённое количество процессов асинхронного ввода-вывода блоками, которые выполняют чтение и запись блоков в буферном кэше клиента.
Демоны biod автоматически вызываются на уровне выполнения 3.Только привилегированный пользователь может запускать демоны biod. Облегченные процессы ядра создаются или удаляются динамически, в зависимости от загрузки асинхронного ввода/вывода. Максимальное количество процессов LWP управляется параметрами настройки ядра NFS_ASYNC_MAX и NFS_MNT_ASYNC_MAX.

## Использование
Запускается следующей командой:
/etc/nfsd [nservers]
Где nservers — количество процессов, запускаемых по запросам. Зависит от ожидаемой нагрузки на сервер.
Как правило biodиспользует для выполнения асинхронного ввода-вывода NFS облегченные процессы ядра, а также для буферизации опережающего чтения и отстающей записи.